# Миленијум (ТВ серија)
Миленијум (енгл. Millennium) је америчка криминалистичка телевизијска серија коју је креирао Крис Картер (творац серије Досије икс), а која је емитована на каналу Fox од 25. октобра 1996. до 21. маја 1999. године. Серија прати истраге бившег агента ФБИ-а, Френка Блека (Ленс Хенриксен), који сада ради као консултант и поседује способност да види унутар умова криминалаца. Он сарађује са мистериозном организацијом познатом као „Миленијум група”.
Серија је снимана у Ванкуверу, у Британској Колумбији, иако је већина епизода смештена у Сијетлу, у Вашингтону. Тематску музику серије компоновао је Марк Сноу, који је такође аутор препознатљиве музике из Досијеа икс. Иако је премијерна епизода серије остварила одличну гледаност, рејтинзи су постепено опадали током три сезоне, због чега је Fox отказао серију почетком 1999. године. Епизода „Миленијум” из седме сезоне Досијеа икс укључила је Миленијум групу и Френка Блека, како би ова серија добила одређену завршницу.
Године 2018, Миленијум је заузео 87. место на листи 100 најбољих научнофантастичних ТВ серија свих времена према веб-сајту Rotten Tomatoes. Те исте године изашао је и документарни филм Миленијум после Миленијума, заснован на серији, који садржи интервјуе са Картером, Хенриксеном и другим члановима продукцијске екипе.

## Преглед серије
Серија прати Френка Блека, самосталног форензичког профајлера и бившег агента ФБИ-а, који поседује јединствену способност да свет види очима серијских убица и злочинаца, иако тврди да није видовит. Блек ради за мистериозну „Миленијум групу”, чија се моћ и мрачни мотиви постепено разоткривају током серије.
Блек живи у Сијетлу са супругом Кетрин и ћерком Џордан. Касније се открива да је Џордан наследила одређени облик очевог „дара”, што сугерише да би Блекове способности могле бити бар делимично натприродне, јер су Џорданине очигледно урођене, а не научене.
Прва сезона углавном се фокусира на Блекову потрагу за серијским убицама и другим злочинцима, док се Миленијум група само повремено помиње. Друга сезона уводи више натприродних елемената у митологију серије, при чему се Блек све чешће суочава са силама које делују апокалиптично или демонски. У последњој сезони, након што је група убила његову супругу, Блек се враћа у Вашингтон, где поново ради са ФБИ-ем. Добија нову партнерку, Ему Холис, која, упркос његовим упозорењима и сопственим открићима, на крају приступа групи. Последњи пут, Блек је виђен како одводи Џордан из школе и бежи из Вашингтона.
Након отказивања серије, епизода „Миленијум” из седме сезоне Досијеа икс послужила је као својеврсни завршетак приче о Френку Блеку.

## Улоге
| Глумац            | Улога               |
| ----------------- | ------------------- |
| Ленс Хенриксен    | Френк Блек          |
| Меган Галагер     | Кетрин Блек         |
| Клеа Скот         | Ема Холис           |
| Тери О’Квин       | Питер Вотс          |
| Британи Типлејди  | Џордан Блек         |
| Бил Смитрович     | Роберт „Боб” Блечер |
| Стивен Џ. Ланг    | Боб Гибелхаус       |
| Си-Си-Ејч Паундер | Шерил Ендруз        |
| Сара-Џејн Редмонд | Луси Батлер         |
| Кристен Клоук     | Лара Минс           |
| Алан Зиник        | Брајан Роудекер     |
| Стивен Е. Милер   | Ендри Макларен      |
| Питер Аутербриџ   | Бари Болдвин        |

## Епизоде
| Сезона | Сезона | Епизоде | Епизоде | Оригинално емитовање | Оригинално емитовање |
| Сезона | Сезона | Епизоде | Епизоде | Премијера            | Финале               |
| ------ | ------ | ------- | ------- | -------------------- | -------------------- |
|        | 1.     | 22      | 22      | 25. октобар 1996.    | 16. мај 1997.        |
|        | 2.     | 23      | 23      | 19. септембар 1997.  | 15. мај 1998.        |
|        | 3.     | 22      | 22      | 2. октобар 1998.     | 21. мај 1999.        |